# Antarchaea viridaria
Antarchaea viridaria là một loài bướm đêm trong họ Noctuidae.